# Reichspartei für Volksrecht und Aufwertung
Die Reichspartei für Volksrecht und Aufwertung (Volksrechtpartei – VRP) war zwischen 1926 und 1933 eine Partei in der Weimarer Republik, die die Interessen der Inflationsgeschädigten vertrat. Die VRP gehörte zu einer Gruppe von Splitterparteien, die bei den Reichstagswahlen im Mai 1928 Erfolge auf Kosten der größeren bürgerlichen Parteien, insbesondere der DNVP, erzielten. Später wandten sich die Wähler häufig der NSDAP zu.

## Geschichte
Nach der Inflation von 1923 entstanden zahlreiche Organisationen von Inflationsgeschädigten wie Sparern, Hypothekengläubigern und Anleihenzeichnern, die eine Aufwertung der Geldvermögen von Sparern, Rentnern und anderen Gruppen forderten. Diese Organisationen sahen ihre Interessen durch die Aufwertungsgesetze vom Juni 1925 nicht berücksichtigt. Nachdem das Reichsinnenministerium im August 1926 die Einleitung eines Volksbegehrens gegen die Gesetze abgelehnt hatte, entschloss sich die größte Organisation der Inflationsgeschädigten, der Sparerbund für das Deutsche Reich (Spb), zur Gründung einer eigenen Partei. Die Partei solle durch Erringung der politischen Macht eine Änderung der Aufwertungsgesetzgebung erzwingen, da die bisherige Strategie, innerhalb der bürgerlichen Parteien Einfluss zu gewinnen, gescheitert sei, so Adolf Bauser. Bauser war führendes Mitglied des Spb und wurde Parteivorsitzender der Volksrechtspartei, deren Gründung am 28. und 29. August 1926 auf einem Treffen verschiedener Organisationen der Inflationsgeschädigten in Erfurt beschlossen wurde. Die endgültige Konstituierung der Volksrechtspartei erfolgte am 20. Februar 1927. Zuvor war es zu Auseinandersetzungen zwischen den Organisationen der Inflationsgeschädigten gekommen, die unter anderem die stärkere Berücksichtigung der Interessen von Kriegsbeschädigten, Mietern und Rentnern betrafen. Führende Parteifunktionen waren ab Februar fast ausnahmslos von Vertretern des Sparerbundes besetzt.
Programmatisch konzentrierte sich die Volksrechtspartei als Interessenpartei auf die Forderungen der einzelnen Gruppen der Inflationsgeschädigten, Aussagen zu Fragen der Innen-, Außen- oder Kulturpolitik blieben allgemein. Zu den Zielen der Partei hieß es:
„Die Volksrechtspartei fordert die Sühne des Unrechts der Inflationspolitik, wie es vor allem in den sogenannten Aufwertungsgesetzen verkörpert ist […] Zur Befriedigung der Gläubiger öffentlicher Anleihen müssen vor allem die von der Aufwertung nicht erfassten Inflationsgewinne herangezogen werden […] Wir fordern Schutz des schaffenden und sparenden Volkes gegen unredliche Ausbeutung durch das in- und ausländische Großkapital in seinen verschiedenen Formen.
Wir bekämpfen insbesondere die Kartelle, Syndikate und Trusts, welche die Beeinflussung der Preisbildung für in- und ausländische Erzeugnisse zur Ausbeutung der Verbraucher zum Ziele haben. In Erkenntnis der großen Bedeutung der sozialen Frage für Deutschlands Zukunft und angesichts der immer stärker werdenden Kapitalansammlung in wenigen Händen fordern wir den Ausgleich der Gegensätze durch Schaffung eines möglichst umfassenden Mittelstandes.“
Angaben der Partei zur Zahl der Mitglieder liegen nicht vor, Schätzungen gehen von 50.000 Mitgliedern in den Anfangsjahren aus. Der Volksrechtspartei war unter dem Namen Posadowsky-Jugendbund (Volks-Recht-Jugendbund) eine Jugendorganisation angeschlossen, die sich nach dem ehemaligen Vizekanzler des Kaiserreiches, Arthur von Posadowsky-Wehner, benannte. Posadowsky-Wehner war Ehrenvorsitzender der Partei und nahm zudem ein Mandat der VRP im Preußischen Landtag wahr. Im Reichstag schlossen sich der Volksrechtspartei Georg Best (gewählt für die DNVP, zuletzt Völkische Arbeitsgemeinschaft), Paul Seiffert (zuvor NSFP) und Emil Roß (zuvor Zentrum) an. Bei Landtagswahlen in Sachsen, Thüringen und Hessen konnte die Volksrechtspartei 1926 und 1927 erste Erfolge erzielen. Ab 1927 gehörte sie zwei Landesregierungen an und stellte mit Arthur von Fumetti den Justizminister in Sachsen und mit Wilhelm Toelle den Finanzminister in Thüringen.
Bei der Reichstagswahl im Mai 1928 hatte die Volksrechtspartei fast eine halbe Million Wähler und erzielte 1,6 % der gültigen Stimmen, erhielt aber nur zwei Mandate, da sie lediglich im Wahlkreisverband Sachsen die für die Vergabe eines Mandats erforderlichen 60.000 Stimmen erhalten hatte, die für die Berücksichtigung von Reststimmen auf der Reichsliste erforderlich waren. Georg Best und Adolf Lobe nahmen die Mandate wahr. Lobe trat Ende 1929 zur DDP über und schied aus dem Reichstag aus, ihm folgte Emil Herberg. Mit dem Wahlergebnis blieb die Volksrechtspartei hinter den eigenen Erwartungen zurück: Ausschlaggebend hierfür dürften der gleichzeitige Erfolg der Wirtschaftspartei und die Zersplitterung der Aufwertungsbewegung gewesen sein. Neben der Volksrechtspartei traten weitere Gruppierungen an, beispielsweise der eher rechts orientierte Volksblock der Inflationsgeschädigten. Zudem war es innerhalb der Volksrechtspartei vor der Wahl zu Auseinandersetzungen gekommen, in deren Folge in einigen Wahlkreisen Listenverbindungen mit der DDP bestanden und der preußische Landesverband durch den Bundesvorstand der Partei aufgelöst wurde.
In der Endphase der Weimarer Republik wechselten zahlreiche Mitglieder und Wähler der Volksrechtspartei zur NSDAP. Bei der Reichstagswahl 1930 trat die VRP zusammen mit der Christlich-Sozialen Reichspartei an, blieb aber mit 0,8 % unter dem Ergebnis von 1928 und aufgrund der oben genannten Bestimmung ohne Abgeordnete im Reichstag. Im Juli 1932 gelang es dem Parteivorsitzenden Bauser, auf Grund eines Wahlbündnisses mit dem Christlich-Sozialen Volksdienst ein Mandat im Reichstag zu erzielen, das jedoch bei den Novemberwahlen verloren ging. Nach der nationalsozialistischen „Machtergreifung“ löste sich die Volksrechtspartei im Mai 1933 auf; von einem Teil der Landesverbände und Ortsgruppen erging an die Mitglieder die Empfehlung, sich der NSDAP anzuschließen.

## Ergebnisse bei Reichstagswahlen
| Wahlkreis | Wahlkreis                | Mai 1928 | Mai 1928 | September 1930 | September 1930 | Juli 1932 | Juli 1932 | November 1932 | November 1932 |
|           | Deutschland              | 482.697  | 1,6 %    | 271.198        | 0,8 %          | 40.825    | 0,1 %     | 46.202        | 0,1 %         |
| 1         | Ostpreußen               | 16.433   | 1,6 %    | 3.332          | 0,3 %          | 398       | 0,0 %     | 361           | 0,0 %         |
| 2         | Berlin                   | 2.513    | 0,2 %    | 1.084          | 0,1 %          | 299       | 0,0 %     | 189           | 0,0 %         |
| 3         | Potsdam II               | 4.071    | 0,4 %    | 1.579          | 0,1 %          | 375       | 0,0 %     | 357           | 0,0 %         |
| 4         | Potsdam I                | 9.762    | 1,0 %    | 3.171          | 0,3 %          | 392       | 0,0 %     | 423           | 0,0 %         |
| 5         | Frankfurt an der Oder    | 11.763   | 1,4 %    | 3.528          | 0,4 %          | 438       | 0,0 %     | 356           | 0,0 %         |
| 6         | Pommern                  | 16.218   | 1,8 %    | 3.513          | 0,4 %          | 411       | 0,0 %     | -             | -             |
| 7         | Breslau                  | 8.688    | 0,9 %    | 2.182          | 0,2 %          | 270       | 0,0 %     | 193           | 0,0 %         |
| 8         | Liegnitz                 | 7.597    | 1,3 %    | 2.254          | 0,3 %          | 379       | 0,1 %     | 335           | 0,0 %         |
| 9         | Oppeln                   | 5.466    | 1,0 %    | -              | -              | -         | -         | 144           | 0,0 %         |
| 10        | Magdeburg                | 12.796   | 1,4 %    | 4.945          | 0,5 %          | 930       | 0,1 %     | 1.011         | 0,1 %         |
| 11        | Merseburg                | 9.402    | 1,3 %    | 4.484          | 0,5 %          | 754       | 0,1 %     | 831           | 0,1 %         |
| 12        | Thüringen                | 18.384   | 1,7 %    | 7.904          | 0,6 %          | 1.518     | 0,1 %     | 1.791         | 0,1 %         |
| 13        | Schleswig-Holstein       | 6.766    | 0,9 %    | 3.624          | 0,4 %          | 426       | 0,0 %     | 462           | 0,0 %         |
| 14        | Weser-Ems                | 11.773   | 1,7 %    | 3.474          | 0,4 %          | 432       | 0,0 %     | 409           | 0,0 %         |
| 15        | Ost-Hannover             | 4.954    | 1,0 %    | 3.189          | 0,6 %          | 657       | 0,1 %     | 591           | 0,1 %         |
| 16        | Südhannover-Braunschweig | 12.770   | 1,2 %    | 4.847          | 0,4 %          | -         | -         | 644           | 0,1 %         |
| 17        | Westfalen Nord           | 20.107   | 1,7 %    | 15.168         | 1,1 %          | 1.715     | 0,1 %     | 1.329         | 0,1 %         |
| 18        | Westfalen Süd            | 11.920   | 1,0 %    | 14.667         | 1,0 %          | 1.403     | 0,1 %     | 975           | 0,1 %         |
| 19        | Hessen-Nassau            | 13.238   | 1,1 %    | 8.395          | 0,6 %          | -         | -         | 338           | 0,0 %         |
| 20        | Köln-Aachen              | 10.055   | 1,1 %    | 18.264         | 1,6 %          | 710       | 0,1 %     | 652           | 0,1 %         |
| 21        | Koblenz-Trier            | 9.054    | 1,6 %    | 7.242          | 1,1 %          | 695       | 0,1 %     | 719           | 0,1 %         |
| 22        | Düsseldorf Ost           | 28.064   | 2,6 %    | 27.802         | 2,2 %          | 4.828     | 0,4 %     | 5.449         | 0,5 %         |
| 23        | Düsseldorf West          | 16.273   | 2,0 %    | 15.554         | 1,5 %          | 2.166     | 0,2 %     | 2.209         | 0,2 %         |
| 24        | Oberbayern-Schwaben      | 18.575   | 1,6 %    | 6.969          | 0,5 %          | 1.383     | 0,1 %     | 668           | 0,1 %         |
| 25        | Niederbayern             | 6.826    | 1,2 %    | -              | -              | -         | -         | 438           | 0,1 %         |
| 26        | Franken                  | 16.183   | 1,3 %    | 5.592          | 0,4 %          | 1.101     | 0,1 %     | 486           | 0,0 %         |
| 27        | Pfalz                    | 3.529    | 0,9 %    | 1.204          | 0,3 %          | 160       | 0,0 %     | 110           | 0,0 %         |
| 28        | Dresden-Bautzen          | 15.365   | 1,5 %    | 7.318          | 0,7 %          | 2.473     | 0,2 %     | 2.080         | 0,2 %         |
| 29        | Leipzig                  | 31.275   | 4,1 %    | 21.764         | 2,6 %          | 5.894     | 0,7 %     | 6.780         | 0,8 %         |
| 30        | Chemnitz-Zwickau         | 40.929   | 4,3 %    | 17.219         | 1,6 %          | -         | -         | 6.112         | 0,5 %         |
| 31        | Württemberg              | 42.068   | 3,6 %    | 29.410         | 2,1 %          | 8.374     | 0,6 %     | 7.329         | 0,6 %         |
| 32        | Baden                    | 15.162   | 1,7 %    | 11.664         | 1,0 %          | 1.394     | 0,1 %     | 899           | 0,1 %         |
| 33        | Hessen-Darmstadt         | 13.892   | 2,3 %    | 4.706          | 0,6 %          | 850       | 0,1 %     | 645           | 0,1 %         |
| 34        | Hamburg                  | 3.831    | 0,6 %    | 1.941          | 0,3 %          | -         | -         | 304           | 0,0 %         |
| 35        | Mecklenburg              | 6.995    | 1,5 %    | 3.209          | 0,6 %          | -         | -         | 583           | 0,1 %         |

1. ↑  Listenverbindung »Volksrecht-Partei (Reichspartei für Volksrecht und Aufwertung) und Christlich-Soziale Reichspartei«, hier nur die Stimmen der Volksrechtpartei.
2. 1 2  Name des Wahlvorschlags: »Volksrecht-Partei«; angeschlossen an den Reichswahlvorschlag »Christlich-Sozialer Volksdienst (Evangelische Bewegung)«.
3. ↑  Im Wahlkreis 6 (Pommern) als »Aufwertungs-, Mittelstands- und Volksrechtpartei« angetreten.
4. 1 2  In den Wahlkreisen 24 (Oberbayern-Schwaben) und 25 (Niederbayern) als »Volksrecht-Partei (Reichspartei für Volksrecht und Aufwertung), Christlichsoziale Reichspartei, Beamtengruppe Kratofiel« angetreten.
5. 1 2  In den Wahlkreisen 26 (Franken) und 27 (Pfalz) als »Volksrechtpartei (Reichspartei für Volksrecht und Aufwertung), Beamtengruppe Kratofiel« angetreten.

## Ergebnisse bei Landtagswahlen
| Datum              | Land                 | Name des Wahlvorschlags                                                                                                 | Stimmen | Stimmen | Mandate |
| 31. Oktober 1926   | Sachsen              | Reichspartei für Volksrecht und Aufwertung                                                                              | 98.479  | 4,2 %   | 4       |
| 14. November 1926  | Lübeck               | Reichspartei für Volksrecht und Aufwertung                                                                              | 993     | 1,3 %   | 1       |
| 30. Januar 1927    | Thüringen            | Aufwertungspartei (Reichspartei für Volksrecht und Aufwertung)                                                          | 22.077  | 2,8 %   | 1       |
| 9. Oktober 1927    | Hamburg              | Reichspartei für Volksrecht und Aufwertung                                                                              | 7.762   | 1,2 %   | 1       |
| 13. November 1927  | Hessen               | Reichspartei für Volksrecht und Aufwertung                                                                              | 24.123  | 5,0 %   | 3       |
| 13. November 1927  | Bremen               | Volksrechtpartei (Aufwertungspartei)                                                                                    | 1.064   | 0,5 %   | -       |
| 29. Januar 1928    | Mecklenburg-Strelitz | Aufwertungs- und Volksrechtspartei                                                                                      | 1.891   | 3,7 %   | 1       |
| 19. Februar 1928   | Hamburg              | Reichspartei für Volksrecht und Aufwertung                                                                              | 5.609   | 0,8 %   | 1       |
| 20. Mai 1928       | Preußen              | Volksrecht-Partei | 235.750 | 1,3 %   | 2       |
| 20. Mai 1928       | Bayern               | Volksrecht-Partei (Reichspartei für Volksrecht und Aufwertung, Christlichsoziale Reichspartei, Beamtengruppe Kratofiel) | 43.778  | 1,3 %   | -       |
| 20. Mai 1928       | Württemberg          | Reichspartei für Volksrecht und Aufwertung                                                                              | 37.098  | 3,3 %   | 2       |
| 20. Mai 1928       | Anhalt               | Volksrecht-Partei (Reichspartei für Volksrecht und Aufwertung)                                                          | 1.932   | 1,0 %   | -       |
| 6. Januar 1929     | Lippe                | Volksrecht-Partei | 3.225   | 4,0 %   | 1       |
| 12. Mai 1929       | Sachsen              | Volksrechtpartei (Reichspartei für Volksrecht und Aufwertung)                                                           | 70.131  | 2,6 %   | 3       |
| 27. Oktober 1929   | Baden                | Volksrechtpartei (Reichspartei für Volksrecht und Aufwertung)                                                           | 6.680   | 0,7 %   | -       |
| 8. Dezember 1929   | Thüringen            | Volksrecht-Partei | 9.631   | 1,2 %   | -       |
| 22. Juni 1930      | Sachsen              | Volksrechtpartei (Reichspartei für Volksrecht und Aufwertung)                                                           | 44.228  | 1,7 %   | 2       |
| 14. September 1930 | Braunschweig         | Volksrechtpartei (Reichspartei für Volksrecht und Aufwertung) und Christlich-soziale Reichspartei                       | 2.323   | 0,8 %   | -       |
| 27. September 1931 | Hamburg              | Volksrechtpartei, Sparer- und Mieterschutzbund                                                                          | 1.156   | 0,2 %   | -       |
| 15. November 1931  | Hessen               | Volksrecht-Partei | 1.585   | 0,2 %   | -       |
| 24. April 1932     | Württemberg          | Volksrecht-Partei | 16.344  | 1,3 %   | -       |

1. ↑  Beide Mandate erhielt die Partei am 10. Juni 1929 durch ein Urteil des württembergischen Staatsgerichtshofes nachträglich zugesprochen. Siehe Frank Raberg: Biographisches Handbuch der württembergischen Landtagsabgeordneten 1815–1933. Im Auftrag der Kommission für geschichtliche Landeskunde in Baden-Württemberg. Kohlhammer, Stuttgart 2001, ISBN 3-17-016604-2, S. XLII f.